# Tom Rosenthal
Tom Rosenthal (Londen, 30 september 1996) is een Belgisch-Israëlische voetballer, hij werd geboren in Londen. Rosenthal speelt bij voorkeur als offensieve middenvelder. Hij tekende in 2018 bij AFC Tubize. Hij is de zoon van Ronny Rosenthal, die in België uitkwam voor Club Brugge en Standard Luik.

## Clubcarrière
Rosenthal werd, als gevolg van de voetbalcarrière van zijn vader, geboren in Londen. Op tienjarige leeftijd sloot hij zich er aan bij de jeugdopleiding van Watford FC, de club waar zijn vader in 1999 zijn profcarrière afsloot. In 2014 tekende hij bij SV Zulte Waregem. Op 21 januari 2015 debuteerde de offensief ingestelde middenvelder in de Beker van België tegen RSC Anderlecht. Hij mocht aan de aftrap beginnen en werd na 58 minuten vervangen door Ghislain Gimbert. Zulte Waregem verloor de bekerwedstrijd met 4–2 in het Constant Vanden Stockstadion. Rosenthal speelde dat seizoen ook nog drie wedstrijden in Play-off 2. Op het einde van het seizoen verhuisde hij naar Queens Park Rangers, waar hij geen enkele wedstrijd in het eerste elftal speelde. Na een ommetje bij FC Dordrecht keerde hij in 2018 terug bij België, waar hij voor AFC Tubize ging spelen.

## Interlandcarrière
Rosenthal scoorde twee doelpunten in zeven interlands voor België –18. Daarna debuteerde hij voor België –19.

## Statistieken
| seizoen | club                | land      | competitie         | wed. | goals |
| ------- | ------------------- | --------- | ------------------ | ---- | ----- |
| 2014/15 | SV Zulte Waregem    | België    | Jupiler Pro League | 3    | 0     |
| 2015/16 | Queens Park Rangers | Engeland  | Championship       | 0    | 0     |
| 2016/17 | Queens Park Rangers | Engeland  | Championship       | 0    | 0     |
| 2017/18 | FC Dordrecht        | Nederland | Eerste divisie     | 16   | 0     |
| 2018/19 | AFC Tubize          | België    | Eerste klasse B    | 7    | 0     |
|         |                     |           | Totaal             | 26   | 0     |

Bijgewerkt op 17 januari 2019.